# 文宇軒
文宇軒（Man Yue Hin，1981年9月11日），前香港新聞從業員，2023年轉職港協暨奧委會。
文宇軒畢業於香港培正中學，2004年畢業於香港樹仁學院（現香港樹仁大學）新聞及傳播學系，期間加入無線新聞實習，畢業後出任港聞記者，2005年加入體育組當記者，2008年畢業於香港中文大學，獲新聞學文學碩士。
文宇軒曾經兼任六點半新聞報道、晚間新聞及香港早晨體育新聞主播。
文宇軒曾於2018年9月16日颱風山竹襲港其間於晚間新聞臨時轉為港聞組記者，於杏花村進行新聞直播。
2021年9月15至29日中華人民共和國第十四屆全國運動會期間，文宇軒和另一體育記者莊琬晴到陝西省西安市進行採訪。
2022年2月4至20日第二十四屆冬季奧林匹克運動會期間，文宇軒和另一體育記者黃子謙到北京市進行採訪。
同月28日至3月12日，因應人手問題，文主持《香港早晨》，短暫接替已離開無綫的李文欣,拍檔為賴君蕊,亦是自2016年以來再一次由男主播主持《香港早晨》，上一次為潘蔚林。
2023年離開無綫新聞，轉職港協暨奧委會。

## 趣事
- 2008年9月20日晚間新聞期間，主播黃大鈞報道天氣時，懷疑因人為出錯鏡頭突然拉後，拍攝到本來應在鏡頭以外的文宇軒正在整理衣服。

## 外部連結
- 文宇軒的新浪微博